# Yankee Hotel Foxtrot
Yankee Hotel Foxtrot är Wilcos fjärde studioalbum, utgivet 23 april 2002. Albumet som var klart 2001 kom inte att ges ut av gruppens bolag Reprise Records. De vägrade helt sonika att ge ut skivan vilket ledde till att Wilco snabbt bytte bolag till Nonesuch Records för att få ut albumet. Skivan blev enormt hyllad och kom att ses som ett av 2000-talets bästa musikalbum. Det toppade 2002 års kritikerlista Pazz & Jop. Det har fått högsta betyg, 10/10 på webbsidan Pitchfork och blev av magasinet Rolling Stone listat som ett av albumen på listan The 500 Greatest Albums of All Time (plats 493). Skivan togs likväl med i boken 1001 album du måste höra innan du dör.

## Låtlista

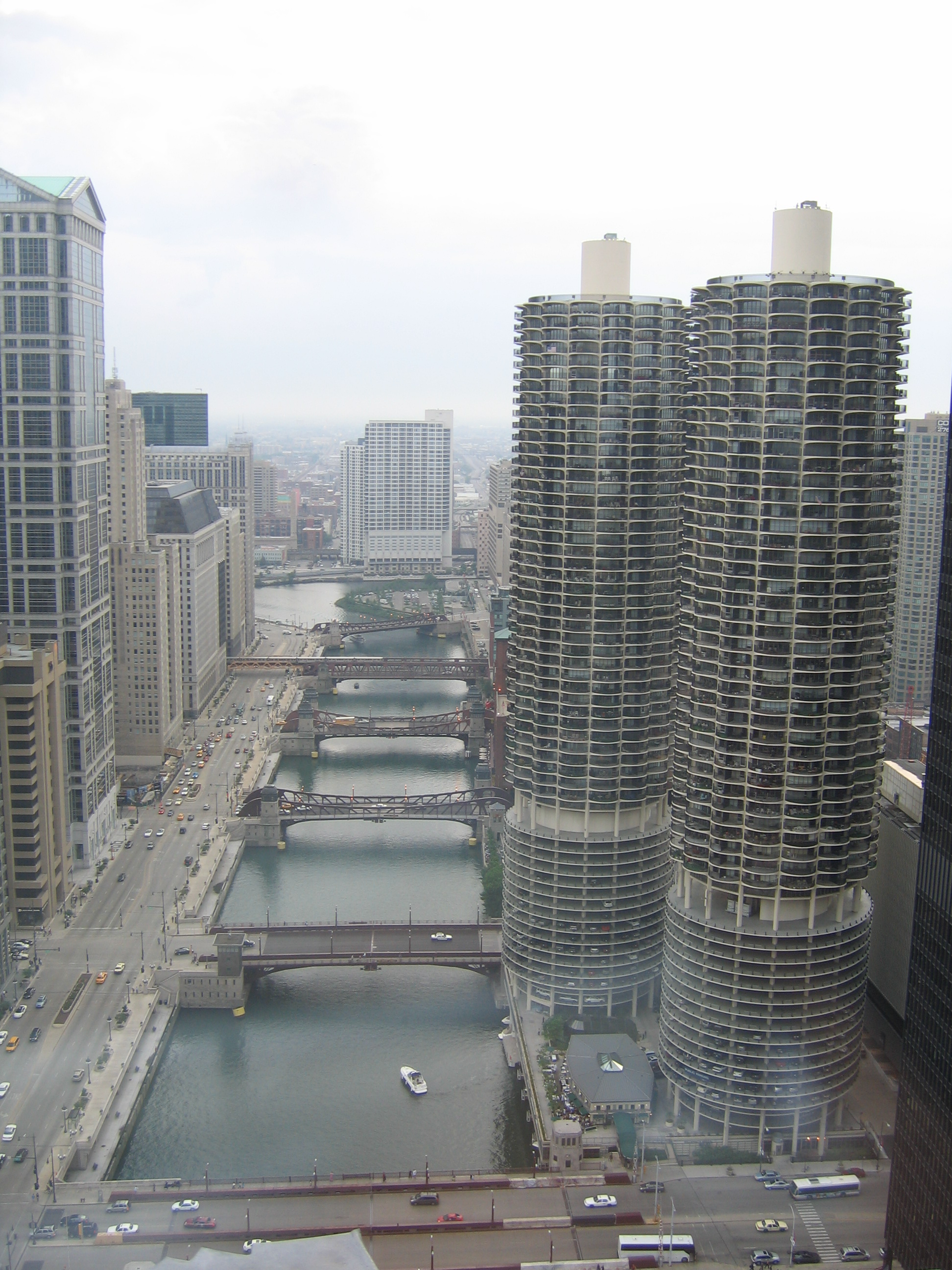
"Marina City" vid Chicago River avbildas på albumets omslag.

Alla texter är skrivna av Jeff Tweedy. Om inte annat anges är musiken skriven av Jeff Tweedy och Jay Bennett.
1. "I Am Trying to Break Your Heart" (Tweedy) – 6:57
2. "Kamera" – 3:29
3. "Radio Cure" – 5:08
4. "War on War" – 3:47
5. "Jesus, Etc." – 3:50
6. "Ashes of American Flags" – 4:43
7. "Heavy Metal Drummer" (Tweedy) – 3:08
8. "I'm the Man Who Loves You" – 3:55
9. "Pot Kettle Black" – 4:00
10. "Poor Places" – 5:15
11. "Reservations" (Tweedy) – 7:22

## Listplaceringar
- Billboard 200, USA: #13[5]
- UK Albums Chart, Storbritannien: #40[6]
- VG-lista, Norge: #4[7]
- Sverigetopplistan, Sverige: #24[8]

### Fotnoter
1. ↑  Johnson, Zac. ”Yankee Hotel Foxtrot”. Allmusic.com. http://www.allmusic.com/album/yankee-hotel-foxtrot-r536272. Läst 26 februari 2011.
2. ↑  https://www.robertchristgau.com/xg/pnj/pjres02.php
3. ↑  https://pitchfork.com/reviews/albums/8676-yankee-hotel-foxtrot/
4. ↑  Dimery, Robert, m.fl. (2005). 1001 Albums You Must Hear Before You Die, sid. 899 (1:a uppl.). ISBN 0-7893-1371-5
5. ↑  https://www.billboard.com/music/wilco/chart-history
6. ↑  https://www.officialcharts.com/artist/34939/wilco/
7. ↑  https://norwegiancharts.com/showitem.asp?interpret=Wilco&titel=Yankee+Hotel+Foxtrot&cat=a
8. ↑  https://swedishcharts.com/showitem.asp?interpret=Wilco&titel=Yankee+Hotel+Foxtrot&cat=a